# Let It Snow!
Pour les articles homonymes, voir Let It Snow! Let It Snow! Let It Snow!.
Albums de Michael Bublé
Totally Bublé Michael Bublé (album)
Let It Snow ! est un album de Noël enregistré par le chanteur Michael Bublé. Trois éditions de l'album existent, celle réalisée en 2004 en maxi (EP), celle réalisée toujours en 2004 avec l'album éponyme de Michael Bublé et celle de 2007 comprenant Let It Snow live en bonus track.  

## Chansons
1. Let It Snow! Let It Snow! Let It Snow!
2. The Christmas Song
3. Grown-Up Christmas
4. I'll Be Home for Christmas
5. White Christmas
6. Let It Snow (Live)(édition de 2007)